# Klaus Nietz
Klaus Joachim Nietz (* 24. Juli 1943) ist ein deutscher Schauspieler, Hörspiel- und Synchronsprecher.

## Leben
Über das Leben des 1943 geborenen Klaus Nietz sind nur lückenhafte Informationen vorhanden. Durch seine DEFA- und Fernsehfilme ist nachzuvollziehen, dass er zumindest bis 1986/1987 in der DDR lebte. Danach weisen alle schauspielerischen Tätigkeiten auf eine Übersiedlung in die Bundesrepublik Deutschland hin. Zum Beginn seiner Karriere ist eine Mitwirkung in einem Theaterstück nachgewiesen. Eine erste große Bekanntheit erreichte er 1969 mit der Rolle als Mummelschmied in dem Fernseh-Vierteiler Sankt Urban. Darauf folgten in den kommenden Jahren noch sehr viele Filme. Zudem wirkte er als Hörspielsprecher und hat für über 325 Filme und Serienepisoden die Synchronstimme gesprochen.
Klaus Nietz wohnt in Waren (Müritz).

## Filmografie
- 1966: Reise ins Ehebett
- 1969: Der Staatsanwalt hat das Wort: Die Falschmeldung (Fernsehreihe)
- 1971: Pygmalion XII
- 1971: Polizeiruf 110: Der Fall Lisa Murnau (Fernsehreihe)
- 1971: Optimistische Tragödie (Fernsehfilm)
- 1971: Der Staatsanwalt hat das Wort: Anatomie eines Unfalls
- 1972: Polizeiruf 110: Das Haus an der Bahn
- 1972: Schwarzer Zwieback
- 1972: Polizeiruf 110: Minuten zu spät
- 1974: Visa für Ocantros (Fernseh-Zweiteiler)
- 1974: Der Leutnant vom Schwanenkietz (Fernseh-Dreiteiler)
- 1974: Polizeiruf 110: Fehlrechnung
- 1974: Die Frauen der Wardins (Fernseh-Dreiteiler)
- 1975: Die schwarze Mühle (Fernsehfilm)
- 1976: Daniel Druskat (Fernseh-Fünfteiler, 3 Teile)
- 1976: Die Lindstedts (Fernsehserie, 1 Episode)
- 1977: Polizeiruf 110: Vermißt wird Peter Schnok
- 1977: Zweite Liebe – ehrenamtlich (Fernsehfilm)
- 1978: Polizeiruf 110: Die letzte Chance
- 1979: Polizeiruf 110: Die letzte Fahrt
- 1980: Grenadier Wordelmann (Fernsehfilm)
- 1980: Archiv des Todes (Fernsehserie, 2 Episoden)
- 1981: Polizeiruf 110: Auftrag per Post
- 1981: Adel im Untergang (Fernseh-Zweiteiler)
- 1982: Polizeiruf 110: Petra
- 1983: Märkische Chronik (Fernsehserie, 1 Episode)
- 1984: Familie Neumann (Fernsehserie, 1 Episode)
- 1985: Irrläufer (Krimi)
- 1985: Die Leute von Züderow (Fernsehserie, 2 Episoden)
- 1986: Polizeiruf 110: Gier
- 1986: Polizeiruf 110: Das habe ich nicht gewollt
- 1987: Der Schwur von Rabenhorst
- 1987: SOKO München (Fernsehserie, 1 Episode)
- 1987–1992: Aktenzeichen XY … ungelöst (Fernsehserie, 12 Episoden)
- 1991: Großstadtrevier (Fernsehserie, 1 Episode)
- 1993: Schwarz Rot Gold (Fernsehserie, 1 Episode)
- 1998: Stubbe – Von Fall zu Fall: Stubbe und der Tote an Loch Neun (Fernsehserie)
- 2003: Stubbe – Von Fall zu Fall: Tödlicher Schulweg
- 2024: Die Abenteuer der Teenage Mutant Ninja Turtles (Tales of the Teenage Mutant Ninja Turtles, Fernsehserie, Stimme)

## Theater
- 1965: Ernst Barlach: Der arme Vetter – Regie: ? (Ernst-Barlach-Theater Güstrow)

## Hörspiele
- 1970: Christel Rudolph: Städte unserer Republik – Rostock (Heiner) – Regie: Horst Gosse (Kinderhörspiel/Kurzhörspiel/Rätselsendung – Rundfunk der DDR)
- 1973: Walter Flegel: Übung im Gelände – Regie: Detlef Kurzweg (Hörspiel – Rundfunk der DDR)
- 1978: Gerd Zebahl: Schadensregulierung (Quandt) – Regie: Gerhard Respondek (Kriminalhörspiel/Kurzhörspiel – Rundfunk der DDR)
- 1978: Annelore Weimer: Wiebke (Hinrich) – Regie: Detlef Kurzweg (Kinderhörspiel – Rundfunk der DDR)
- 1979: Jeanne Ngo Libondo: Josef, hast du dein Fahrrad noch nicht bekommen (Offizier) – Regie: Helmut Hellstorff (Hörspiel – Rundfunk der DDR)
- 1979: Volkstext: Kalaf und Turandot – Regie: Christa Kowalski (Kinderhörspiel – Rundfunk der DDR)
- 1981: Jan Flieger/Gisela Pankratz: Das Geheimnis der Schilfinsel (Herr Börner) – Regie: Manfred Täubert (Kinderhörspiel – Rundfunk der DDR)
- 1982: Lonny Neumann: Ich gründe jetzt mein eigenes Leben (Steinhoff) – Regie: Christa Kowalski (Kinderhörspiel – Rundfunk der DDR)
- 1982: Günter Hofé: Der Junge mit dem dalmatinischen Dolch (Zirbelzwirbel) – Regie: Detlef Kurzweg (Kinderhörspiel – Rundfunk der DDR)

## Synchronisation
- 1936 (1985): Bruce Cabot als Kirby Dawson in Blinde Wut
- 1946 (1986): Stephen McNally als John Todd in Die wunderbare Puppe
- 1949 (1982): Mario Vitale als Renato in Ein Sonntag im August
- 1950: John Dehner als Sgt. Beluche in Der letzte Freibeuter
- 1960 (1980): Jan Strachocki als Konrad von Jungingen in Die Kreuzritter
- 1961 (2009): Georges Wilson als Kapitän Haddock Tim und Struppi und das Geheimnis um das goldene Vlies
- 1964 (2009): Jean Bouise als Kapitän Haddock Tim und Struppi und die blauen Orangen
- 1966 (2007): Yunzhong Li als Tsu Kann in Das Schwert der gelben Tigerin
- 1969 (1983): Glauco Onorato als Finch in Hügel der blutigen Stiefel
- 1971: Luigi Diberti als Bassi in Der Weg der Arbeiterklasse ins Paradies
- 1975: David Hemmings als Marcus ‚Marc‘ Daly in Rosso – Farbe des Todes
- 1977: Vlastimil Hašek als Assistent in Wie wäre es mit Spinat?
- 1979: John Castle als Priester in Adlerflügel
- 1979: Constantin Diplan als Lieutenant Frunza in Der Mann im Lodenmantel
- 1981: Alain Delon als Foche in Teheran 43
- 1983: Marc Clement als J.C. Otwell in Mord im falschen Bezirk
- 1983 (2006): Jeremy Kemp als Baron Hunyadi in Das Phantom von Budapest
- 1986: Jiří Kodet als Fürst Adalbert in Eine zauberhafte Erbschaft
- 1986 (2002): Jim Siedow als Drayton ‚der Koch‘ Sawyer Texas Chainsaw Massacre 2
- 1987: Jeffrey Tambor als Mr. Rice Faustrecht – Terror in der Highschool
- 1990: Tom Skerritt als Sheriff Sam Brodie in Killing Cop
- 1991: Mark L. Taylor als Henry Potter in Mord 101
- 1991: Fred Willard als Versicherungsvertreter in Eine Nervensäge
- 1993: Jean-Marie Winling als Advokat General in Der Anwalt
- 1993: Ken Foree als Eddie Turner in Barett – Das Gesetz der Rache
- 1995: Peter Breck als John Wellington in Decoy – Tödlicher Auftrag
- 1998: Bill Roberson als Prison Guard in Body Count – Flucht nach Miami
- 1999: Matthew Fairchild als Rockys Vater in Pups – Kein Kinderspiel
- 2002: Richard Fullerton als Sheriff in Cabin Fever
- 2002: Liam Cunningham als Cpt. Richard Ryan in Dog Soldiers
- 2003: William Hill als Psychiater in Anything Else
- 2003: Kevin Conway als Sgt. Buster Kilrain in Gods and Generals
- 2003: Carlos Gómez als Tolik in In Hell – Rage Unleashed
- 2004: Andy Smith Jr. als County Show Announcer in Grand Champion
- 2004: Wendell Pierce als Henry in Land of Plenty
- 2004: Anthony Fridjohn als Max in Wake of Death – Rache ist alles, was ihm blieb
- 2005: Albert Dray als Lieutenant in Das Imperium der Wölfe
- 2005: Vincent Pastore als Zach in Revolver
- 2005: Sandy Whitelaw als Mr. Fox in Der wilde Schlag meines Herzens
- 2006 (2011): Lance Henriksen als Long John Silver in Pirates of Treasure Island
- 2007: Craig Fairbrass als Pete Tate in Footsoldier – Hooligan, Gangster, Legende
- 2007: Scott McNeil als ‚Amergan‘ in Highlander – Die Macht der Vergeltung
- 2008: Tom Collins als Mickey Johnson in 50 Dead Men Walking – Der Spitzel
- 2009: Graham McTavish als Big Marc Turner in Hooligans 2 – Stand Your Ground
- 2009: Kevin Gage als Killer in Kill Theory
- 2010: Jacob Nordenson als Bertil Wadensjö in Vergebung
- 2016: Tim Crowe als Jim in Die Hollars – Eine Wahnsinnsfamilie
- 2016: Christophe Odent als Norés in Der Landarzt von Chaussy
- 2020: Anthony Bowers als Gastgeber in Verrückt nach Figaro